# Grupo Carlsberg
El Grupo Carlsberg es una empresa cervecera danesa fundada en 1847 por JC Jacobsen con sede en Copenhague. Desde la muerte de Jakobson en 1887, el accionista mayoritario de la compañía ha sido la Fundación Carlsberg. La marca insignia de la compañía es la cerveza Carlsberg (llamada así por el hijo de Carl Jacobsen), pero también elabora la sidra Somersby y las cervezas Tuborg, Kronenbourg, Baltika (la cerveza más vendida de Rusia), Grimbergen y más de 500 cervezas locales.

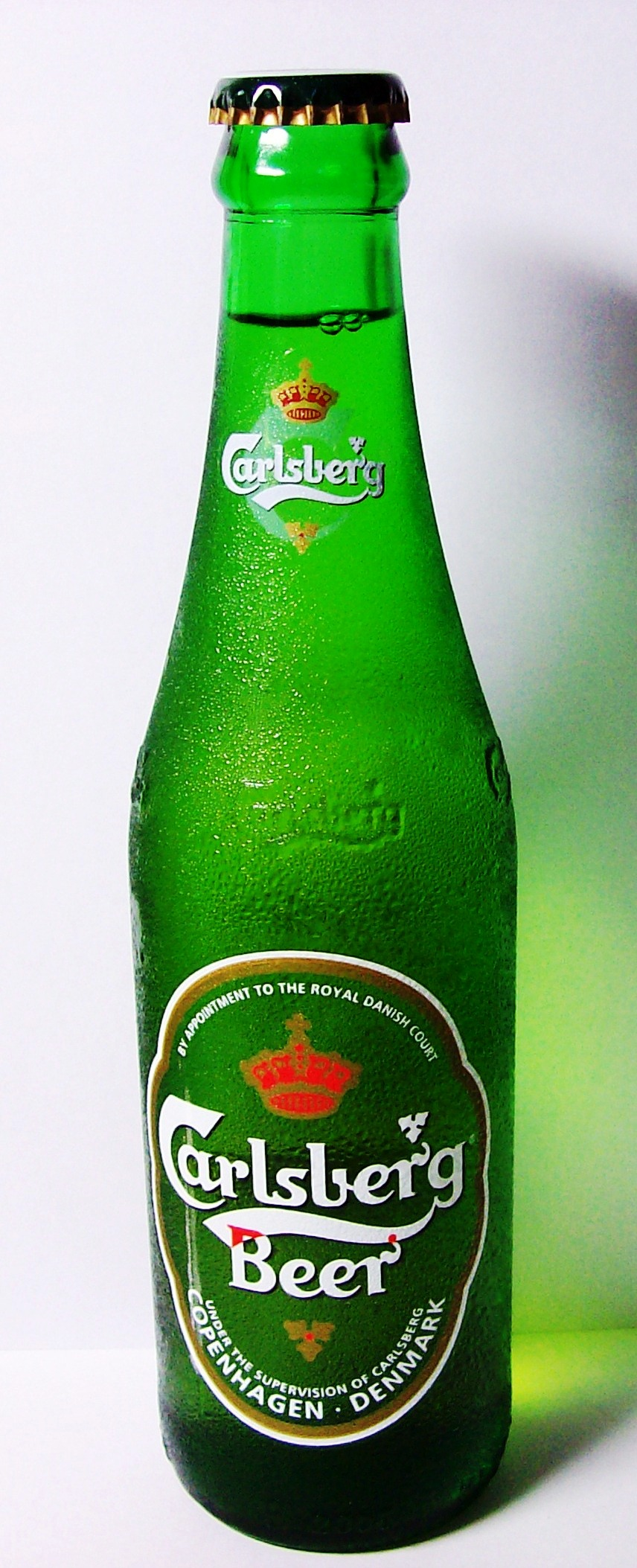
Botellín de 1/3 de litro de Carlsberg.

Después de adquirir el conglomerado noruego Orkla ASA en enero de 2001, Carlsberg se convirtió en el quinto grupo cervecero más grande del mundo. Es el principal vendedor de cerveza en Rusia, con alrededor del 40 por ciento de la cuota de mercado. En 2009 Carlsberg ocupó el cuarto lugar a nivel mundial y emplea alrededor de 45 000 personas.

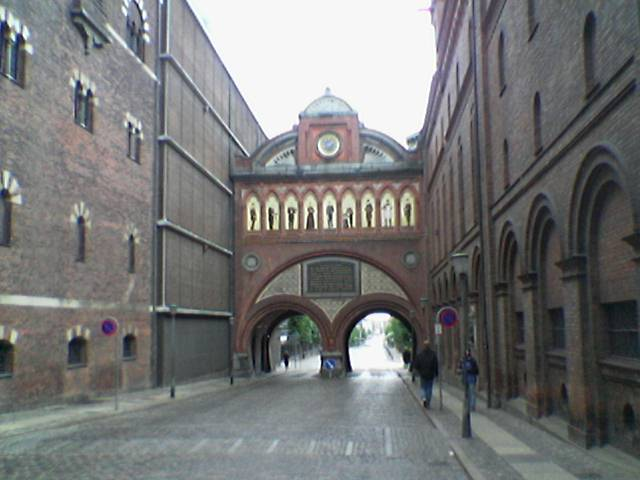
Interior de la sede de Ny Carlsberg.

## Historia
Carlsberg fue fundada por JC Jacobsen, un filántropo y coleccionista de arte. Su colección de arte ahora se encuentra en la Ny Carlsberg Glyptotek, en el centro de Copenhague. Elaboró la primera cerveza Carlsberg el 10 de noviembre de 1847 y la exportación comenzó en 1868. Algunos de los logotipos originales de la compañía incluyen un elefante y la esvástica. El uso de este último símbolo cesó en la década de 1930 debido a su asociación con el partido político de Alemania.
Jacobsen creó el Laboratorio Carlsberg en 1875, que trabajó en problemas científicos relacionados con la elaboración de la cerveza. Contaba con un Departamento de Química y un Departamento de Fisiología. Se logró aislar la especie de levaduras usada para hacer la cerveza dorada pálida, saccharomyces carlsbergensis. El Laboratorio Carlsberg también desarrolló el concepto de pH e hizo avances en la química de las proteínas.
La primera licencia en el extranjero para la elaboración de la cerveza se le dio a la Cervecera Photiades. En 1966 se elaboran las botellas y la cerveza de la marca por primera vez fuera de Dinamarca en la Cervecera Photiades en Chipre. En 1968 se construyó la primera fábrica de Carlsberg fuera de Dinamarca, en Blantyre, Malawi, en 1968.
Carlsberg adquirió fábricas de cerveza en Tuborg en 1970 y se fusionó con Tetley en 1992.
En 2008 Carlsberg Group y Heineken International compraron Scottish & Newcastle, la cervecera más grande del Reino Unido.
En noviembre de 2014, Carlsberg acordó hacerse cargo de tercera empresa cervecera más grande de Grecia, la Cervecería Olímpico, convirtiéndose en la segunda empresa cervecera con más presencia en Grecia.

## Marcas
Carlsberg sostiene un conjunto de marcas:
- Carlsberg (Global)
- Carlsberg Export (UK).
- Elephant

Elaboración especial:
- Tuborg (Regional)
- FuZzi (Regional)
- Carls Jul (Regional)
- Tetley (UK)
- Holsten (Alemania)
- Lav (Serbia)
- Feldschlösschen AG (Suiza)
- Cardinal Lager (Suiza)
- Baltika (Rusia) - a través de la 50-50 unión BBH
- Pripps (Suecia)
- Carnegie Porter (Suiza)
- Falcon (Suecia)
- Karhu (Finlandia)
- Koff (Finlandia)
- Lapin Kulta (Finlandia)
- Ringnes (Noruega)
- Okocim, Bosman and Harnas (Polonia)
- Pirinsko and Shumensko (Bulgaria)
- Saku (Estonia)
- Splügen and Bock 1877 (Italia)
- Skol 1959-1967 (Brasil)
- Troy and Venüs (Turquía).